# Космос-2235
Космос-2235 је један од преко 2400 совјетских вјештачких сателита лансираних у оквиру програма Космос.
Космос-2235 је лансиран са космодрома Тјуратам, Бајконур, Казахстан, 17. фебруара 1993. Ракета-носач Протон је поставила сателит у орбиту око планете Земље. Маса сателита при лансирању је износила 1400 килограма. Космос-2235 је био ГЛОНАСС навигациони сателит.